# Ирина Дукина (дъщеря на кесаря Вриений)
Ирина Дукина (на гръцки: Εἰρήνη Δούκαινα, ок. 1105 г. – след 1155 г.) е византийска принцеса, дъщеря на кесаря Никифор Вриений и на византийската принцеса и историчка Анна Комнина.

## Произход и семейство
Родена е около 1105 г. и е най-голямата дъщеря в семейството на кесаря и съпругата му. По майчина линия е внучка на византийския император Алексий I Комнин. Кръстена е в чест на съпругата му – императрица Ирина Дукина. Императрицата имала специално отношение към внучка си, което е отразено в съдържанието на типика на константинополския манастир „Кехаритомен“, основан от императрицата. В поменната част на документа Ирина Дукина е почетена преди багренородните дъщери на императрица Ирина, веднага след частта, отнасяща се до синовете и зетьовете на императрицата. Императрица Ирина Дукина разпорежда след смъртта на внучка ѝ паметта ѝ да бъде почитана ежегодно в деня на смъртта ѝ със специално осветление в храма, с по-богато дневно меню за монахините и с раздаване пред манастирските врати на четири модия хляб и дребни монети (нумии) на стойност четири трахи номизмата.  Освен това императрицата се разпорежда един ден, след смъртта на дъщерите ѝ – Анна Комнина и багренородната Мария, внучка ѝ Ирина да придобие правото да се разпорежда със сградите от манастирския комплекс, които били построени специално за импетрицата и жените от императорското семейство, пребиваващи в манастира.
Около 1119 г. Ирина Дукина се омъжила за мъж, чието име и произход не се споменават в оцелелите исторически документи. Той обаче починал около 1120/22 г. и оставил съпругата си преждеврвменно вдовица, както Теодор Продром нарича Ирина Дукина в един епиталамий, написан за сватбите на братята ѝ Алексий и Йоан, които се оженили за две кавказки принцеси през 1122 г. В стихотворението си Теодор Продром хвали благоприличието на Ирина Дукина, чийто характер и добродетел трябвало да служат като пример за подражание за снахите ѝ.
Датата на смъртта на Ирина Дукина не е известна, но традиционно се отнася към времето след 1155 г., тъй като била все още жива в края на 1155 г., откогато датира едно писмо, изпратено ѝ от Георги Торникий – бивш преподавател (дидаскал) на Псалтира и Евнгелиото в „Света София“ и отскоро митрополит на Ефес, който бил учен от кръга на Ирина. В писмото си Торникий я нарича моя свята госпожо, която е над всяко честно име, и я уверява: „за да не се излеят в морето на твоите скърби реките на моите собствени злини, отлагам от време на време да ти пиша, знаейки как страдаш заради трудностите, не само моите, за които ми показахте съчувствие много отдавна, но и за на всеки друг християнин“. Предполага се, че Георги Торникий написал писмото като утешение заради скръбта, връхлетяла Ирина поради неотдавнашна кончина на близък член на семейството ѝ – според гръцкият изследовател Костантинос Варзос това най-вероятно била смъртта на майка ѝ Анна Комнина, която починала около 1152/53 г. Малко преди смъртта на майка си, Ирина получила специално внимание от Анна Комнина, а на последните страници на хвалебствието, което Георги Торникий съчинил за покойната Анна Комнина, той се обръща също и към Ирина, което навява на мисълта, че Ирина Дукина е била негов спонсор.
Ирина Дукина имала един син, известен с името Алексий Дука, който е споменат като дука на Дирахий и Охрид в друго писмо на Герги Торникий от 1156 г. В него митрополитът на Ефес разкрива мотивите на Ирина да възпита забележителен общественик в лицето на сина си – тя продължила традицията на баба си Ирина и майка си Анна и дала на империята отличен общественик, сина си Алексий, който бил достоен за желанията и грижите на майка си. В едно стихотворение на Константин Манасий от 1160 г. синът на Ирина вече се споменава и като дука на Кипър.

### Цитирана литература
- Browning, R. (1962). An unpublished funeral oration on Anna Comnena. Proceedings of the Cambridge Philological Society, Second Series, vol. 8 (published online on 28 February 2013 by Cambridge University Press), pp. 1-12, doi:10.1017/S0068673500005290, https://doi.org/10.1017/S0068673500005290
- Darrouzes, J. (ed) (1970). Georges Et Demetrios Tornikes. Lettres Et Discours. Paris: Editions du Centre national de la recherche scientifique, https://www.scribd.com/document/373384886/Georges-Et-Demetrios-Tornikes-Lettres-Et-Discours-J-Darrouzes
- ((Greek, French)) Gautier, Paul (1985). Le typikon de la Théotokos Kécharitôménè. – Revue des études byzantines, 43,  5–165, doi:10.3406/rebyz.1985.2170, https://www.persee.fr/doc/rebyz_0766-5598_1985_num_43_1_2170
- ((en)) Jeffreys, M. et al. (eds) (2016). Eirene Doukaina, daughter of Anna Komnene (ID: Eirene 25003). – Prosopography of the Byzantine World. King's College London, ISBN 978-1-908951-20-5, https://pbw2016.kdl.kcl.ac.uk/person/161476/
- ((en)) Thomas, J.; Hero, A.C. (eds) (2000). Kecharitomene: Typikon of Empress Irene Doukaina Komnene for the Convent of the Mother of God Kecharitomene in Constantinople (trans. Robert Jordan). Byzantine Monastic Foundation Documents: A Complete Translation of the Surviving Founder's Typika and Testaments, Volume III. Washington D.C.: Dumbarton Oaks Research Library and Collection, pp. 649-723, https://archive.org/details/thomas-hero-byzantine-monastic-foundation-documents/page/649/mode/1up?view=theater
- ((fr)) Kouroupou, Matoula; Vannier, Jean-François (2005). Commémoraisons des Comnènes dans le typikon liturgique du monastère du Christ Philanthrope (ms. Panaghia Kamariotissa 29) (Revue des études byzantines), pp. 41 – 69, doi:10.3406/rebyz.2005.2305, https://www.persee.fr/doc/rebyz_0766-5598_2005_num_63_1_2305
- ((en)) Polemis, Demetrios I. (1968). The Doukai: A Contribution to Byzantine Prosopography. London: The Athlone Press, OCLC 299868377, https://books.google.com/books?id=Sx5dAAAAIAAJ
- ((el)) Varzos, Konstantinos (1984a). Η Γενεαλογία των Κομνηνών, A. Thessaloniki: Centre for Byzantine Studies, University of Thessaloniki, OCLC 834784634, архив на оригинала от 11 април 2019, https://web.archive.org/web/20190401112856/https://www.kbe.auth.gr/sites/default/files/bkm20a1.pdf
- ((el)) Varzos, Konstantinos (1984b). Η Γενεαλογία των Κομνηνών, B. Thessaloniki: Centre for Byzantine Studies, University of Thessaloniki, OCLC 834784665, архив на оригинала от 11 април 2019, https://web.archive.org/web/20190401112859/https://www.kbe.auth.gr/sites/default/files/bkm20b.pdf